# Sudáfrica en los Juegos Olímpicos de Estocolmo 1912
Sudáfrica estuvo representada en los Juegos Olímpicos de Estocolmo 1912 por un total de 21 deportistas que compitieron en 6 deportes.  

## Medallistas
El equipo olímpico sudafricano obtuvo las siguientes medallas:
| Nombre                        | Deporte          | Competición         |
| ----------------------------- | ---------------- | ------------------- |
| Oro                           |                  |                     |
| Kennedy McArthur              | Atletismo        | Maratón M           |
| Rudolph Lewis                 | Ciclismo en ruta | Contrarreloj ind. M |
| Charles Winslow               | Tenis            | Individual M        |
| Harold Kitson Charles Winslow | Tenis            | Dobles M            |
| Plata                         |                  |                     |
| Christian Gitsham             | Atletismo        | Maratón M           |
| Harold Kitson                 | Tenis            | Individual M        |
| Bronce                        |                  |                     |
| —                             |                  |                     |